# Lista de prefeitos dos municípios da Paraíba eleitos em 2020
Esta é a lista de prefeitos dos municípios da Paraíba eleitos em 2020.
Nas eleições municipais brasileiras de 2020, todos os 223 municípios paraibanos elegeram seus prefeitos. Dos 2 municípios onde o pleito eleitoral poderia ser decidido em um segundo turno, somente em um a possibilidade se concretizou: a capital, João Pessoa, que teve uma nova disputa entre o ex-senador Cícero Lucena e o jornalista Nilvan Ferreira, com vitória do candidato do PP (75.610 votos, contra 60.615 do emedebista).
Dos 17 partidos que elegeram prefeitos, o Cidadania foi o que mais teve êxito nas urnas, com 42 (2 ficaram sub-judice), seguido pelo PSDB (27) e pelo DEM (25).
Segundo Domiciano (DEM), eleito prefeito de São José do Sabugi, foi o único candidato a obter 100% dos votos (foram 3.218 no total).
| Nº   | Município                                     | Prefeito                                                | Partido       | Votos                                | %                                 |
| ---- | --------------------------------------------- | ------------------------------------------------------- | ------------- | ------------------------------------ | --------------------------------- |
| 1    | Água Branca                                   | Everton Batista (Tom)                                   | Republicanos  | 3.556                                | 56,28                             |
| 2    | Aguiar                                        | Manoel Batista Guedes Filho (Tintin)                    | PTB           | 2.209                                | 55,49                             |
| 3    | Alagoa Grande                                 | Antonio da Silva Sobrinho                               | PP            | 7.000                                | 42,26                             |
| 4    | Alagoa Nova                                   | Francinildo Pimentel                                    | Cidadania     | 8.286                                | 68,33                             |
| 5    | Alagoinha                                     | Maria Rodrigues de Almeida Farias (Maria de Zé Roberto) | PSDB          | 5.031                                | 54,60                             |
| 6    | Alcantil                                      | Cícero do Carmo                                         | PSD           | 2.165                                | 53,75%                            |
| 7    | Algodão de Jandaíra                           | Humberto dos Santos                                     | PSB           | 1.827                                | 74,66                             |
| 8    | Alhandra                                      | Marcelo Rodrigues                                       | MDB           | 7.707                                | 52,59                             |
| 9    | Amparo                                        | Inácio Nóbrega                                          | DEM           | 1.312                                | 56,24                             |
| 10   | Aparecida                                     | João Neto                                               | PL            | 3.356                                | 60,44                             |
| 11   | Araçagi                                       | Josilda Macena                                          | PSDB          | 5.577                                | 50,70                             |
| 12   | Arara                                         | José Ailton Pereira da Silva (Nen)                      | Avante        | 4.360                                | 72,27                             |
| 13   | Araruna                                       | Vital Costa                                             | PP            | 5.435                                | 50,83                             |
| 14   | Areia                                         | Dra. Silvia                                             | PSC           | 7.248                                | 53,25                             |
| 15   | Areia de Baraúnas                             | Toinho Macedo                                           | PROS          | 967                                  | 50,68                             |
| 16   | Areial                                        | Adelson Gonçalves Benjamin                              | Cidadania     | 2.810                                | 62,71                             |
| 17   | Aroeiras                                      | César Marques                                           | PSDB          | 5.788                                | 46,94                             |
| 18   | Assunção                                      | Luiz Waldvogel de Oliveira Santos (Vogel)               | PTB           | 1.842                                | 56,42                             |
| 19   | Baía da Traição                               | Serginho Lima                                           | DEM           | 3.642                                | 59,17                             |
| 20   | Bananeiras                                    | Matheus Bezerra                                         | MDB           | 7.693                                | 58,23                             |
| 21   | Baraúna                                       | Manassés Dantas                                         | PSB           | 1.936                                | 53,64                             |
| 22   | Barra de Santa Rosa                           | Jovino Neto                                             | DEM           | 4.840                                | 55,13                             |
| 23   | Barra de Santana                              | Cacilda Farias Lopes de Andrade                         | PSD           | 2.627                                | 44,26                             |
| 24   | Barra de São Miguel                           | João Batista                                            | Cidadania     | 2.958                                | 61,17                             |
| 25   | Bayeux                                        | Luciene Gomes                                           | PDT           | 21.103                               | 39,21                             |
| 26   | Belém                                         | Aline Barbosa de Lima (Dona Aline)                      | PDT           | 6.064                                | 58,58                             |
| 27   | Belém do Brejo do Cruz                        | Evandro Maia                                            | PL            | 3.425                                | 62,43                             |
| 28   | Bernardino Batista (ex- Serra do Padre)       | Aldo Andrade                                            | Cidadania     | 1.388                                | 53,14                             |
| 29   | Boa Ventura                                   | Talita Lopes                                            | Republicanos  | 2.401                                | 55,23                             |
| 30   | Boa Vista                                     | André Gomes                                             | PDT           | 3.203                                | 72,22                             |
| 31   | Bom Jesus                                     | Denise Bayma                                            | PP            | 1.546                                | 59,23                             |
| 32   | Bom Sucesso                                   | Pedrinho Caetano                                        | DEM           | 3.874                                | 84,94                             |
| 33   | Bonito de Santa Fé                            | Ceninha Lucena                                          | PODE          | 3.436                                | 58,26                             |
| 34   | Boqueirão                                     | Marcos Freitas                                          | PSD           | 7.090                                | 59,84                             |
| 35   | Borborema                                     | Gilene Cândido                                          | Cidadania     | 1.305                                | 35,17                             |
| 36   | Brejo do Cruz                                 | Dr. Tales                                               | PSDB          | 4.384                                | 51,25                             |
| 37   | Brejo dos Santos                              | Dr. Lauri                                               | PSDB          | 2.801                                | 55,61                             |
| 38   | Caaporã                                       | Kiko Monteiro                                           | DEM           | 8.672                                | 65,73                             |
| 39   | Cabaceiras                                    | Tiago Castro                                            | Cidadania     | 3.642                                | 92,30                             |
| 40   | Cabedelo                                      | Vitor Hugo                                              | DEM           | 21.397                               | 67,93                             |
| 41   | Cacimba de Areia                              | Rogério Campos                                          | MDB           | 2.200                                | 69,14                             |
| 42   | Cachoeira dos Índios                          | Allan Seixas                                            | MDB           | 3.150                                | 52,26                             |
| 43   | Cacimba de Dentro                             | Nelinho Costa                                           | Cidadania     | 6.383                                | 58,41                             |
| 44   | Cacimbas                                      | Nilton de Almeida                                       | PSDB          | 2.548                                | 51,05                             |
| 45   | Caiçara                                       | Tarcísio Soares (Tarcisinho)                            | PL            | 2.576                                | 51,43                             |
| 46   | Cajazeiras                                    | José Aldemir                                            | PP            | 16.416                               | 48,08                             |
| 47   | Cajazeirinhas                                 | Assis Rodrigues                                         | PODE          | 1.886                                | 58,52                             |
| 48   | Caldas Brandão                                | Fábio Rolim                                             | MDB           | 2.063                                | 48,81                             |
| 49   | Camalaú                                       | Sandro Môco                                             | PSDB          | 2.790                                | 54,58                             |
| 50   | Campina Grande                                | Bruno Cunha Lima                                        | PSD           | 111.526                              | 54,58                             |
| 51   | Capim                                         | Tiago Lisboa                                            | PSDB          | 3.245                                | 61,12                             |
| 52   | Caraúbas                                      | Silvano Dudu                                            | DEM           | 1.761                                | 48,70                             |
| 53   | Carrapateira                                  | Marineide da Silva                                      | PL            | 1.184                                | 56,65                             |
| 54   | Casserengue                                   | Antonio Judivan de Sousa (Van de Galega)                | PL            | 3.066                                | 67,19                             |
| 55   | Catingueira                                   | Suélio Félix de Alencar                                 | DEM           | 2.248                                | 50,86                             |
| 56   | Catolé do Rocha                               | Laurinho Maia                                           | DEM           | 10.231                               | 65,72                             |
| 57   | Caturité                                      | Zé João                                                 | PP            | 2.257                                | 54.68                             |
| 58   | Conceição                                     | Samuel Lacerda                                          | PSDB          | 6.171                                | 53,75                             |
| 59   | Condado                                       | Jorginho de Almeida                                     | PL            | 2.518                                | 56,92                             |
| 60   | Conde                                         | Karla Pimentel                                          | PROS          | 6.794                                | 40,94                             |
| 61   | Congo                                         | Dr. Romualdo Quirino                                    | PSB           | 2.235                                | 51,19                             |
| 62   | Coremas                                       | Francisca das Chagas (Chaguinha de Edilson)             | PDT           | 5.126                                | 54,64                             |
| 63   | Coxixola                                      | Nelsinho Neves                                          | DEM           | 943                                  | 57,15                             |
| 64   | Cruz do Espírito Santo                        | Aliny Farias (Aliny Povão)                              | DEM           | 6.319                                | 49,18                             |
| 65   | Cubati                                        | José Ribeiro de Oliveira                                | Cidadania     | 3.136                                | 61,21                             |
| 66   | Cuité                                         | Charles Camaraense                                      | Cidadania     | 6.742                                | 50,27                             |
| 67   | Cuité de Mamanguape                           | Helhinho Souza                                          | PL            | 3.185                                | 57,08                             |
| 68   | Cuitegi                                       | Geraldo Serafim                                         | PSDB          | 2.343                                | 50,78                             |
| 69   | Curral de Cima                                | Totó Ribeiro                                            | PP            | 7.284                                | 55,44                             |
| 70   | Curral Velho                                  | Tácio Diniz                                             | Avante        | 1.032                                | 54,34                             |
| 71   | Damião                                        | Simone Santos                                           | Cidadania     | 1.572                                | 42,95                             |
| 72   | Desterro                                      | Valtécio de Almeida Justo (Sinhô)                       | Republicanos  | 3.577                                | 58,51                             |
| 73   | Diamante                                      | Hermes Mangueira                                        | PODE          | 2.203                                | 49,61                             |
| 74   | Dona Inês                                     | Antonio Justino                                         | PSD           | 3.085                                | 59,53                             |
| 75   | Duas Estradas                                 | Joyce Nunes                                             | MDB           | 1.868                                | 64,37                             |
| 76   | Emas                                          | Anete Loureiro                                          | Cidadania     | 1.634                                | 56,78                             |
| 77   | Esperança                                     | Nobinho Almeida                                         | PP            | 12.077                               | 62,45                             |
| 78   | Fagundes                                      | Magna Risucci                                           | MDB           | 2.811                                | 37,28                             |
| 79   | Frei Martinho                                 | Tião Pinto                                              | Cidadania     | 1.632                                | 68,57                             |
| 80   | Gado Bravo                                    | Evandro Araújo                                          | Cidadania     | 2.783                                | 48,36                             |
| 81   | Guarabira                                     | Marcus Diogo                                            | PSDB          | 14.646                               | 68,57                             |
| 82   | Gurinhém                                      | Tarcísio Saulo de Paiva                                 | PDT           | 4.871                                | 53,69                             |
| 83   | Gurjão                                        | Zé Elias                                                | Republicanos  | 1.647                                | 62,86                             |
| 84   | Ibiara                                        | Nenivaldo Barros                                        | Cidadania     | 2.690                                | 58,40                             |
| 85   | Igaracy (ex-Boqueirão dos Cochos)             | Lídio Carneiro                                          | PTB           | 2.438                                | 52,06                             |
| 86   | Imaculada                                     | Luciano Lustosa                                         | PSD           | 4.143                                | 60,45                             |
| 87   | Ingá                                          | Robério Burity                                          | PDT           | 4.467                                | 38,34                             |
| 88   | Itabaiana                                     | Dr. Lúcio                                               | Cidadania     | 7.834                                | 53,27                             |
| 89   | Itaporanga                                    | Divaldo Dantas                                          | DEM           | 6.052                                | 47,04                             |
| 90   | Itapororoca                                   | Elissandra Brito                                        | DEM           | 8.106                                | 79,58                             |
| 91   | Itatuba                                       | Josmar Lacerda                                          | PSC           | 3.694                                | 55,04                             |
| 92   | Jacaraú                                       | Elias Costa                                             | PDT           | 5.043                                | 48,17                             |
| 93   | Jericó                                        | Kadson Monteiro                                         | Cidadania     | 3.184                                | 53,18                             |
| 94   | João Pessoa                                   | Cícero Lucena                                           | PP            | 75.610 (1º turno) 185.055 (2º turno) | 20,72 (1º turno) 53,22 (2º turno) |
| 95   | Joca Claudino (ex-Santarém)                   | Rinaldo Cipriano                                        | PP            | 1.571                                | 72,87                             |
| 96   | Juarez Távora                                 | Wilson Feitosa                                          | Solidariedade | 2.979                                | 47,97                             |
| 97   | Juazeirinho                                   | Anna Virgínia                                           | Avante        | 6.500                                | 66,04                             |
| 98   | Junco do Seridó                               | Dr. Paulo                                               | DEM           | 2.787                                | 60,88                             |
| 99   | Juripiranga                                   | Tom Maroja                                              | PSDB          | 4.241                                | 54,78                             |
| 100  | Juru                                          | Solange Barbosa                                         | Cidadania     | 3.429                                | 57,81                             |
| 101  | Lagoa                                         | Maria Rodrigues Linhares de Lima (Socorro de Biro)      | Republicanos  | 2.800                                | 74,02                             |
| 102  | Lagoa de Dentro                               | José Pedro da Silva (Zezinho da Rapadura)               | PSD           | 2.987                                | 50,91                             |
| 103  | Lagoa Seca                                    | Fábio Ramalho                                           | PSDB          | 12.466                               | 83,80                             |
| 104  | Lastro                                        | Dr. Athaíde                                             | Cidadania     | 2.050                                | 52,86                             |
| 105  | Livramento                                    | Hernandes Barboza Nóbrega (Nananda)                     | PL            | 2.286                                | 49,81                             |
| 106  | Logradouro                                    | Marinaldo Cruz                                          | PSDB          | 2.124                                | 60,76                             |
| 107  | Lucena                                        | Léo Bandeira                                            | Solidariedade | 5.148                                | 52,73                             |
| 108  | Mãe d'Água                                    | Francisco Cirino da Silva                               | Republicanos  | 1.713                                | 51,72                             |
| 109  | Malta                                         | Igor Rosa                                               | PDT           | 2.777                                | 65,59                             |
| 110  | Mamanguape                                    | Eunice Pessoa                                           | Cidadania     | 14.991                               | 62,90                             |
| 111  | Manaíra                                       | Dr. Messias Simão                                       | PSDB          | 3.659                                | 52,88                             |
| 112  | Marcação                                      | Lili Oliveira                                           | DEM           | 2.965                                | 54,48                             |
| 113  | Mari                                          | Antonio Gomes                                           | PL            | 6.263                                | 45,91                             |
| 114  | Marizópolis                                   | Lucas Gonçalves Braga (Luquinha do Brasil)              | PSDB          | 2.747                                | 53,91                             |
| 115  | Massaranduba                                  | Paulo Oliveira                                          | PSDB          | 4.909                                | 54,32                             |
| 116  | Mataraca                                      | Egberto Madruga                                         | PSB           | 3.560                                | 49,99                             |
| 117  | Matinhas                                      | Benedito Braz da Silva                                  | Cidadania     | 1.975                                | 53,68                             |
| 118  | Mato Grosso                                   | Doca Lima                                               | Republicanos  | 1.582                                | 55,68                             |
| 119  | Matureia                                      | Zé Pereira                                              | Republicanos  | 2.979                                | 73,83                             |
| 120  | Mogeiro                                       | Antonio Ferreira                                        | PL            | 4.632                                | 55,94                             |
| 121  | Montadas                                      | Jonas de Souza                                          | PSD           | 2.268                                | 56,86                             |
| 122  | Monte Horebe                                  | Marcos Eron                                             | MDB           | 2.437                                | 80,54                             |
| 123  | Monteiro                                      | Lorena Nóbrega                                          | PL            | 11.533                               | 57,93                             |
| 124  | Mulungu                                       | Melquíades Nascimento                                   | PTB           | 3.732                                | 50,96                             |
| 125  | Natuba                                        | José Lins da Silva Filho (Linsinho)                     | PSDB          | 3.047                                | 58,71                             |
| 126  | Nazarezinho                                   | Marcelo Vale                                            | Cidadania     | 3.029                                | 51,46                             |
| 127  | Nova Floresta                                 | Jarson Santos da Silva (Jarson do Pastor)               | Cidadania     | 3.817                                | 65,51                             |
| 128  | Nova Olinda                                   | Diogo Richelli Rosas                                    | DEM           | 2.450                                | 56,94                             |
| 129  | Nova Palmeira                                 | Ailton Gomes                                            | Cidadania     | 1.646                                | 55,91                             |
| 130  | Olho d'Água                                   | Joana Carvalho (Joana de Dr. Chico)                     | Cidadania     | 2.659                                | 47,26                             |
| 131  | Olivedos                                      | José Leonardo (Deusinho)                                | Republicanos  | 2.095                                | 60,67                             |
| 132  | Ouro Velho                                    | Dr. Augusto Valadares                                   | DEM           | 1.992                                | 84,41                             |
| 133  | Parari                                        | Genival Queiroz                                         | PL            | 1.337                                | 71,15                             |
| 134  | Passagem                                      | Josivaldo Alexandre da Silva (Negão)                    | Avante        | 1.208                                | 52,73                             |
| 135  | Patos                                         | Nabor Wanderley                                         | Republicanos  | 25.377                               | 51,57                             |
| 136  | Paulista                                      | Valmar Arruda de Oliveira                               | PL            | 4.952                                | 60,21                             |
| 137  | Pedra Branca                                  | Mário Bastos                                            | PL            | 2.032                                | 63,54                             |
| 138  | Pedra Lavrada                                 | Tota Guedes                                             | DEM           | 2.581                                | 50,29                             |
| 139  | Pedras de Fogo                                | Manoel Junior                                           | Solidariedade | 9.789                                | 52,03                             |
| 140  | Pedro Régis                                   | Michele Ribeiro                                         | Cidadania     | 2.530                                | 58,44                             |
| 141  | Piancó                                        | Daniel Galdino                                          | PP            | 5.487                                | 56,26                             |
| 142  | Picuí                                         | Olivânio Dantas Remígio                                 | PT            | 6.348                                | 51,82                             |
| 143  | Pilar                                         | Benício Neto                                            | Cidadania     | 4.792                                | 63,64                             |
| 144  | Pilões                                        | Socorro Brilhante                                       | PP            | 2.841                                | 53,10                             |
| 145  | Pilõezinhos                                   | Marcelo Matias Camelo (Marcelo do Sindicato)            | PSDB          | 2.257                                | 52,67                             |
| 146  | Pirpirituba                                   | Denilson de Freitas Silva (Didiu)                       | PSDB          | 4.104                                | 70,11                             |
| 147  | Pitimbu                                       | Jorge Luiz de Lima Santos (Jorge do Povão)              | PDT           | 5.185                                | 54.59                             |
| 148  | Pocinhos                                      | Eliane Galdino                                          | Avante        | 6.584                                | 59,27                             |
| 149  | Poço Dantas                                   | Itamar Moreira                                          | PTB           | 1.930                                | 59,29                             |
| 150  | Poço de José de Moura                         | Paulo Braz                                              | Cidadania     | 1.968                                | 59,76                             |
| 151  | Pombal                                        | Abmael de Sousa Lacerda (Dr. Verissinho)                | MDB           | 9.880                                | 49,88                             |
| 152  | Prata                                         | Genivaldo Tembório                                      | Cidadania     | 1.905                                | 53,68                             |
| 153  | Princesa Isabel                               | Ricardo Pereira                                         | Cidadania     | 6.301                                | 52,60                             |
| 154  | Puxinanã                                      | Felipe Coutinho                                         | Republicanos  | 5.811                                | 62,98                             |
| 155  | Queimadas                                     | José Carlos de Sousa Rêgo (Carlinhos de Tião)           | PTB           | 14.881                               | 56,16                             |
| 156  | Quixaba                                       | Cláudia Macário Lopes                                   | Republicanos  | 1.172                                | 59,10                             |
| 157  | Remígio                                       | André Alves                                             | PDT           | 4.494                                | 41,52                             |
| 158  | Riachão                                       | Maria da Luz dos Santos Lima                            | PSDB          | 1.513                                | 54%                               |
| 159  | Riachão do Bacamarte                          | José de Arimateia da Silva (Ari)                        | PDT           | 1.862                                | 51,61                             |
| 160  | Riachão do Poço                               | Maria Auxiliadora Dias do Rêgo (Cilinha)                | DEM           | 1.853                                | 50,99                             |
| 161  | Riacho de Santo Antônio                       | Gilson Gonçalves de Lima                                | PROS          | 1.169                                | 56,67                             |
| 162  | Riacho dos Cavalos                            | Francisco Eudes (Eudim de Dé)                           | PP            | 3.927                                | 59,63                             |
| 163  | Rio Tinto                                     | Magna Gerbasi                                           | PP            | 6.278                                | 43,20                             |
| 164  | Salgadinho                                    | Marcos Alves                                            | PSDB          | 1.644                                | 55,90                             |
| 165  | Salgado de São Félix                          | Dr. Joni                                                | PSD           | 4.230                                | 54,09                             |
| 166  | Santa Cecília                                 | Marcílio Farias                                         | Cidadania     | 2.892                                | 53,20                             |
| 167  | Santa Cruz                                    | Paulo César                                             | PL            | 2.729                                | 55,40                             |
| 168  | Santa Helena                                  | João Cléber                                             | Cidadania     | 2.367                                | 49,52                             |
| 169  | Santa Inês                                    | Félix Vieira                                            | PDT           | 1.838                                | 58,04                             |
| 170  | Santa Luzia                                   | José Alexandre de Araújo (Zezé)                         | MDB           | 5.787                                | 60,48                             |
| 171  | Santa Rita                                    | Dr. Emerson Panta                                       | PP            | 32.738                               | 49,21                             |
| 172  | Santa Terezinha                               | José de Arimateia Nunes Camboum                         | Republicanos  | 2.353                                | 50,72                             |
| 173  | Santana de Mangueira                          | Nerival Inácio                                          | Avante        | 1.948                                | 51,30                             |
| 174  | Santana dos Garrotes                          | José Paulo Filho (Dedé)                                 | Cidadania     | 2.880                                | 60,42                             |
| 175  | Santo André                                   | Edglei Amorim                                           | PP            | 813                                  | 33,73                             |
| 176  | São Bentinho (ex-São Bento de Pombal)         | Mônica dos Santos Ferreira                              | Cidadania     | 1.853                                | 57,98                             |
| 177  | São Bento                                     | Dr. Jarques                                             | Cidadania     | 11.988                               | 52,91                             |
| 178  | São Domingos (ex-São Domingos de Pombal)      | Adeilza Soares Freires                                  | PL            | 1.349                                | 50,37                             |
| 179  | São Domingos do Cariri                        | Onildo Lindberg Ananias da Silva                        | PSD           | 1.514                                | 55,74                             |
| 180  | São Francisco                                 | Geroncio Junior                                         | PODE          | 1.811                                | 51,80                             |
| 181  | São João do Cariri                            | José Helder Trajano de Queiroz                          | DEM           | 2.587                                | 72,69                             |
| 182  | São João do Rio do Peixe (ex-Antenor Navarro) | Luiz Claudino                                           | PP            | 7.260                                | 69,65                             |
| '183 | São João do Tigre                             | Márcio Leite                                            | Republicanos  | 2.020                                | 61,72                             |
| 184  | São José da Lagoa Tapada                      | Cláudio Sousa (Coloral)                                 | PSDB          | 3.842                                | 77,04                             |
| 185  | São José de Caiana                            | Manoel Moleque                                          | PL            | 2.513                                | 60,25                             |
| 186  | São José de Espinharas                        | Netto Gomes                                             | PP            | 2.242                                | 65,54                             |
| 187  | São José de Piranhas                          | Chico Mendes                                            | Cidadania     | 8.631                                | 73,77                             |
| 188  | São José de Princesa                          | Juliano Matuto                                          | PP            | 1.997                                | 78,34                             |
| 189  | São José do Bonfim                            | Esaú Rauel da Silva Nóbrega                             | Republicanos  | 2.076                                | 66,77                             |
| 190  | São José do Brejo do Cruz                     | Ana Maria da Silva Oliveira                             | PL            | 1.478                                | 80,90                             |
| 191  | São José do Sabugi                            | Segundo Domiciano (candidato único)                     | DEM           | 3.218                                | 100%                              |
| 192  | São José dos Cordeiros                        | Felício Queiroz                                         | PL            | 1.743                                | 65,28                             |
| 193  | São José dos Ramos                            | Matheus Amorim                                          | PDT           | 2.504                                | 55,66                             |
| 194  | São Mamede                                    | Dr. Jefferson                                           | DEM           | 3.425                                | 61,73                             |
| 195  | São Miguel de Taipu                           | Laelson Albuquerque                                     | PSDB          | 2.635                                | 50.87                             |
| 196  | São Sebastião de Lagoa de Roça                | Severo Luís do Nascimento Neto                          | PSDB          | 4.556                                | 77,30                             |
| 197  | São Sebastião do Umbuzeiro                    | Adriano Wolff                                           | DEM           | 1.997                                | 77,89                             |
| 198  | São Vicente do Seridó                         | Erivam dos Anjos Leonardo (Erivam de Biu)               | PSD           | 4.197                                | 58,53                             |
| 199  | Sapé                                          | Major Sidnei                                            | PODE          | 13.352                               | 49,37                             |
| 200  | Serra Branca                                  | Vicente Fialho de Sousa Neto (Souzinha)                 | PP            | 3.927                                | 48,07                             |
| 201  | Serra da Raiz                                 | Luiz Machado                                            | Cidadania     | 1.551                                | 62,29                             |
| 202  | Serra Grande                                  | Vicente Antonio da Silva Neto                           | PL            | 1.858                                | 72,27                             |
| 203  | Serra Redonda                                 | Chicão Bernardo                                         | PL            | 3.168                                | 61,94                             |
| 204  | Serraria                                      | Petrônio de Freitas Silva                               | PSD           | 2.140                                | 63,63                             |
| 205  | Sertãozinho                                   | José de Sousa Machado (Eloi)                            | Cidadania     | 2.136                                | 60,60                             |
| 206  | Sobrado                                       | Olinaldo Martins da Silva (Léo)                         | Cidadania     | 2.880                                | 52,41                             |
| 207  | Solânea                                       | Kayser Rocha                                            | DEM           | 10.830                               | 67,27                             |
| 208  | Soledade                                      | Geraldo Moura                                           | PP            | 4.827                                | 55,52                             |
| 209  | Sossêgo                                       | Neide Almeida                                           | Cidadania     | 1.602                                | 55,28                             |
| 210  | Sousa                                         | Fábio Tyrone                                            | Cidadania     | 24.483                               | 70,22                             |
| 211  | Sumé                                          | Eden Duarte                                             | PL            | 5.695                                | 55,68                             |
| 212  | Tacima (ex-Campo de Santana)                  | Luís Rodrigues Sobrinho (Xató)                          | PDT           | 3.331                                | 51,83                             |
| 213  | Taperoá                                       | George Farias                                           | PSDB          | 4.437                                | 52,93                             |
| 214  | Tavares                                       | Genildo José da Silva (Côco de Odálio)                  | Republicanos  | 5.845                                | 69,61                             |
| 215  | Teixeira                                      | Wenceslau Marques                                       | PDT           | 4.677                                | 50,09                             |
| 216  | Tenório                                       | Manoel Vasconcelos                                      | Republicanos  | 1.616                                | 70,08                             |
| 217  | Triunfo                                       | Espedito Filho                                          | PP            | 3.627                                | 58,91                             |
| 218  | Uiraúna                                       | Leninha Romão                                           | PP            | 5.009                                | 51,52                             |
| 219  | Umbuzeiro                                     | José Nivaldo de Araújo                                  | Cidadania     | 3.367                                | 64,77                             |
| 220  | Várzea                                        | Otoni Costa de Medeiros                                 | Cidadania     | 1.288                                | 56,82                             |
| 221  | Vieirópolis                                   | José Célio Aristóteles (Célio da Usina)                 | Cidadania     | 2.843                                | 76,08                             |
| 222  | Vista Serrana (ex-Desterro de Malta)          | Sérgio Garcia da Nóbrega (Sérgio de Levi)               | MDB           | 1.521                                | 63,19                             |
| 223  | Zabelê                                        | Dalyson Neves                                           | PSDB          | 1.389                                | 68,42                             |